# Abdij van Corvey

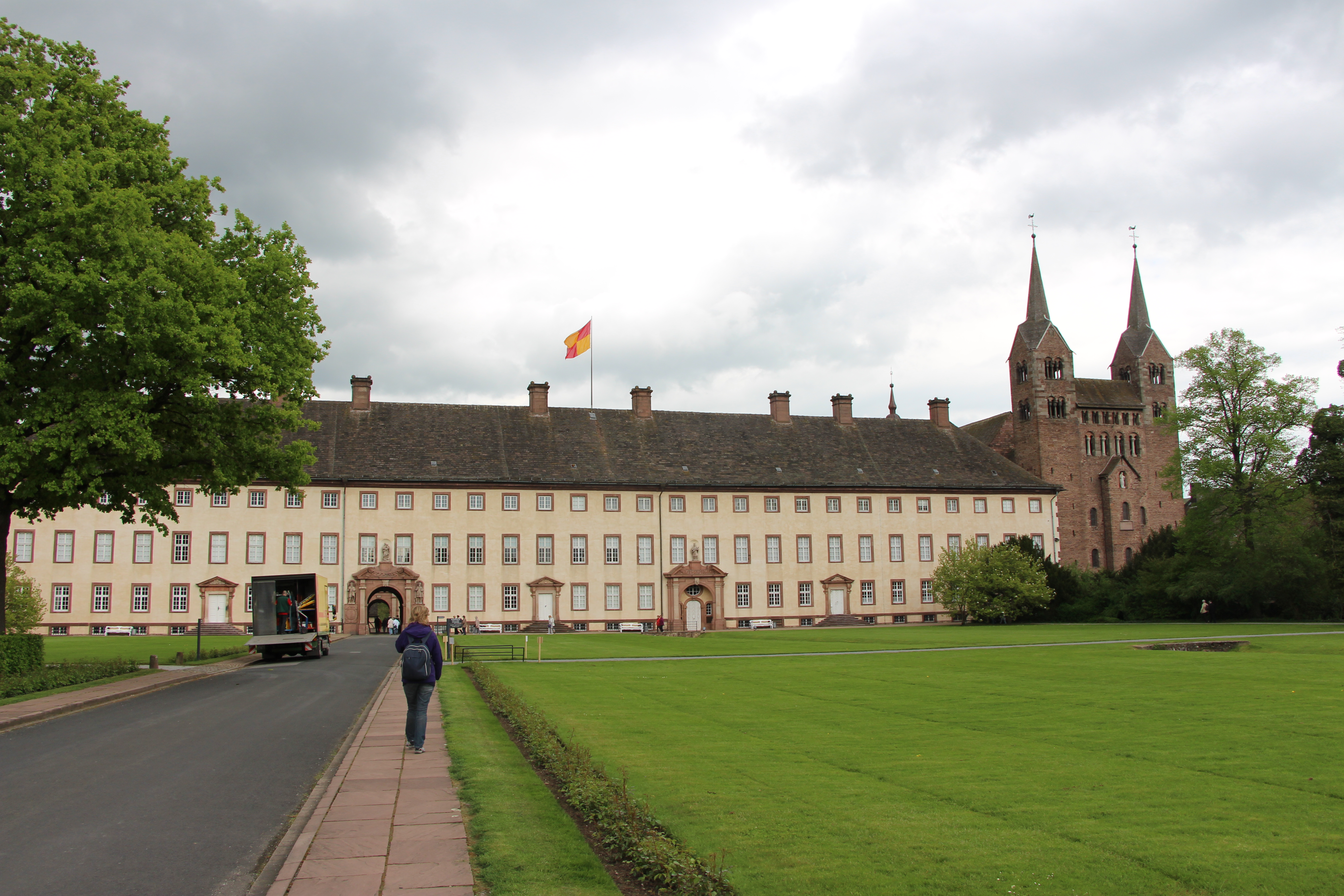
Abdij Corvey met middeleeuws westwerk (2015)

De Abdij van Corvey was een tot de Nederrijns-Westfaalse Kreits behorende rijksabdij (sinds 1792 prinsbisdom) binnen het Heilige Roomse Rijk. Vanaf de 9de eeuw had Corvey een 'Standardbewidmung' wat inhield dat het behoorde tot de Karolingische rijksabdijen. Tot 1792 had de abt een prelatenzetel in de Kreis, vanaf 1794 had de bisschop van Corvey een geestelijke vorstenzetel.
Corvey ligt in de gemeente Höxter, in Noordrijn-Westfalen. Eertijds was het een benedictijnenabdij die als een van de belangrijkste Karolingische kloosters gold, met een belangrijke bibliotheek.

## Geschiedenis: middeleeuwen
Het klooster werd in 815 vanuit het Franse Corbie onder de Latijnse naam Corbeia nova gesticht en in 822 nieuw opgebouwd aan het einde van de Westfaalse hellweg in de nabijheid van de rivier de Wezer. De heroprichting van het klooster is gebeurd door Adalardus van de Abdij van Corbie en zijn broer Wala van Corbie en de monniken van deze laatste abdij; onder bescherming van Lodewijk de Vrome, de zoon van Karel de Grote. Adalardus en Wala waren neven van Karel de Grote en Adalardus had belangrijke posities bekleed aan het hof van Karel de Grote. De abdijgebouwen werden in 823 in gebruik genomen. Adalardus richtte er landbouwkolonies op en het waren landbouwers uit de streek van Oudenaarde (Oost-Vlaanderen) die de monniken hielpen met het ontginnen van de gronden.
Adalardus was abt van beide abdijen. Deze taak vergde het uiterste van hem. Hij werd ziek op 23 december 826 en stierf op 2 januari 827. Adalardus werd begraven onder de toren van de abdijkerk. Zijn broer Wala volgde hem op als abt.
Gedurende de 9e en de 10e eeuw was dit een van de meest betekenisvolle cultuurcentra in Noord-Europa. In deze tijd ook schreef Widukind van Corvey zijn Res gestae Saxonicae (Saksengeschiedenis). In de bibliotheek van het klooster bevonden zich onder meer de eerste vijf boeken van de Annales van Tacitus. Vanuit Corvey kwam een stroom missionarissen die actief waren in Noord-Europa. De belangrijkste van hen was de heilige Ansgar, de “apostel van Scandinavië”. Een belangrijke bron voor de geschiedenis van de middeleeuwen zijn de Annalen van Corvey (Annales Corbejenses). De Annalen waren in de negentiende eeuw aangevuld met de vervalste Chronicon Corbejense. Na de vijftiende eeuw verdween de invloed van de School van Corvey.
Met de bouw van de uit drie schepen bestaande basiliek werd in 830 begonnen. Het  kerkgebouw werd in 844 gewijd. Uit deze tijd stammen ook de kelders van het westwerk. De daar aanwezige fresco’s uit de negende eeuw hebben voorstellingen uit de antieke oudheid van de Odyssee. De aan de westelijke zijde staande beeldbepalende torens komen eveneens uit de negende eeuw (gebouwd 873-885) en zijn de oudste nog bestaande middeleeuwse gebouwen in Westfalen.
Onder abt Wibald van Stablo (Stavelot) (1146-1158) werd het westwerk in de huidige vorm uitgebouwd en verkreeg het klooster de rijksvrijheid, ook wel ‘’Reichsunmittelbarkeit’’ genoemd. Hij was er ook in geslaagd een klein territorium van 5 km² te vormen, dat ook ‘’unmittelbar’’ was en grensde aan het prinsbisdom van Paderborn en tot welk bisdom het ook hoorde in kerkelijk opzicht. 
Bij het klooster bevinden zich de resten van de stad Corvey, die rondom het van Corvey afhankelijk stift Niggenkerken lagen. De stad werd door de abten als tegenhanger van het nabijgelegen Höxter gesticht. De nederzetting ging ten onder na een gezamenlijke aanval van de bisschop van Paderborn en de burgers van Höxter in 1267 en de laatste resten werden in de zestiende eeuw verlaten. In de buurt van het klooster bevindt zich ook de ruïne van de afhankelijke proosdij tom Roden.

### De relatie met Nederland
Hoewel in de middeleeuwen Nederland nog niet bestond, kan toch worden ingegaan op de rol van de Abdij van Corvey op een deel van het huidige  Nederland. Het klooster Corvey bezat nagenoeg geheel Westerwolde en de jurisdictie van Winschoten, ook wel voogdij genoemd. Dit laatste gebied omvatte het Osnabrückse deel van Reiderland. Beide delen maakten samen met een direct over de grens liggend gebied één geheel. De kerstening van het 'Nederlandse' deel vond plaats vanuit Meppen en Aschendorf, waarschijnlijk in de negende eeuw.

## Geschiedenis: nieuwe tijd tot heden

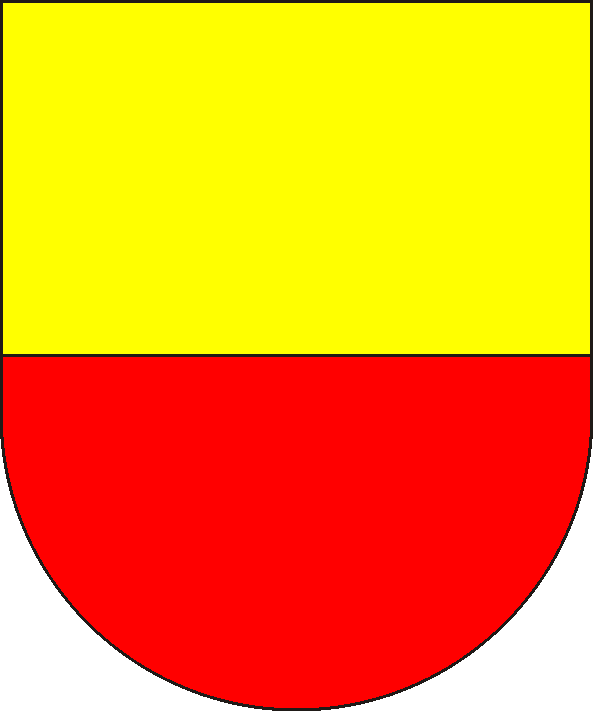
Wapen van Corvey

Het klooster werd vernield in de Dertigjarige Oorlog (1618-1648), en nadien in barokke stijl weer opgebouwd in zijn huidige vorm. Het uit ca. 12.000 bewoners bestaande abdijgebied had een inkomen van ongeveer 100.000 daalders en probeerde telkens in een afhankelijke relatie met de bisschop van Paderborn te komen. Een reden hiervoor was de bedreiging van het uitsterven van het convent. In 1786 telde het klooster nog slechts 13 leden en een vereiste was dat nieuwe leden van adellijke afkomst moesten zijn. Uit de adel kwamen nauwelijks nog nieuwe geestelijken. En zo probeerde men de ondergang te voorkomen door de verheffing tot een bisdom.
Na verschillende verdragen te hebben gesloten met naburige vorsten en de bisschop van Paderborn werd de abdij in 1779 verheven tot een ‘’exemte Territorialabtei’’, dit is een buiten de normale kerkelijke hiërarchie functionerende abdij. In aanwezigheid van de abt besloot het klooster, dat de kerkdienst, die steeds een benedictijns karakter had gedragen, ook na de Secularisatie van de abdij niet verzaakt mocht worden, zodat de strenge kloosterlijke dagindeling behouden bleef. Voor het in stand houden van de kerkdienst werden alumni van het in 1786 geopende priesterseminarie aangetrokken, omdat de meeste monniken te oud waren om de gehele dienst voor te gaan. Tegelijk werd het aantal toekomstige domheren beperkt tot twaalf en hun toeslag op 500 daalders bepaald. De Vita communis werd gemoderniseerd en de kloostertucht opgeheven.
In 1788 richtte de abdij haar aanvraag voor secularisatie aan de paus, die het klooster in 1792 ophief en het stiftsgebied tot een prinsbisdom verhief, bestaande uit 10 parochies. De kloosterlingen werden verheven tot domheren. De abt Theodor von Brabeck werd prins-bisschop. Hij werd in 1794 opgevolgd door Ferdinand von Lüninck. Het bisdom Corvey werd na de dood van Ferdinand von Lüninck in 1825 opgeheven.
In artikel 12 van de Reichsdeputationshauptschluss van 25 februari 1803 wordt het bisdom Corvey aan de vorst van Nassau-Dillenburg toegekend. Als vorstendom wordt Corvey dan deel van het vorstendom Nassau-Oranje-Fulda.
De prins verliest zijn bezittingen na de Pruisische nederlagen in 1806 en 1807. Op 7 december 1807 wordt Corvey bij het koninkrijk Westfalen gevoegd. Na de nederlagen van Napoleon kent het Congres van Wenen het voormalige bisdom in 1815 toe aan het koninkrijk Pruisen.
In 1820 wordt uit de domeinen van het voormalige prinsbisdom een gemediatiseerd vorstendom gevormd voor landgraaf Victor Amadeus van Hessen-Rothenburg als schadeloosstelling voor het verlies van zijn rechten in het nedergraafschap Katzenelnbogen, de heerlijkheid Plesse en het ambt Neuengleichen.
De landgraaf van Hessen-Rotenburg heeft de abdijgebouwen laten ombouwen tot een paleis. In 1834 vererfden de bezittingen aan de vorst van Hohenlohe-Schillingsfürst, die in 1840 ook de titel hertog van Ratibor verwierf. Sedertdien behoren de gebouwen toe aan dit adellijke geslacht. 

### Cultureel erfgoed
De beroemde abdijbibliotheek is sinds lange tijd niet meer aanwezig en verspreid, maar de prinselijke bibliotheek, een aristocratische familiebibliotheek en bestaande uit ca. 67.000 boeken (voornamelijk in het Duits, Frans en Engels) en rond 1834 afgesloten, is nog steeds aanwezig in het paleis. In de collectie bevindt zich een grote hoeveelheid negentiende-eeuwse Engelse romans, sommige zelfs uniek omdat het in Engeland niet de gewoonte was deze boeken te kopen, maar te lenen uit openbare bibliotheken.
In Corvey bevindt zich het graf van de dichter August Heinrich Hoffmann von Fallersleben, die als bibliothecaris de Fürstliche Bibliothek Corvey van de hertogen van Ratibor en de vorsten van Corvey met ca. 74.000 boeken uitbreidde.

## Regenten
- 822- 827: Adalardus
- 827- 831: Wala van Corbie
- 831- 856: Warin I
- 856- 877: Adalgar
- 877 : Dankmar
- 877- 879: Avo
- 879- 890: Bowo I
- 890- 900: Godschalk
- 900- 916: Bowo II
- 916- 942: Volkmar I
- 942- 948: Bowo III
- 949- 965: Gerbern
- 965- 983: Ludolf
- 983-1001: Dietmar I
- 1001-1010: Hosed
- 1011-1015: Walo
- 1015-1046: Drutmar
- 1046-1050: Rudolf/Rotho/Rudhard (1031-1036: abt van Hersfeld; 1036-1051: bisschop van Paderborn)
- 1051-1055: Arnold I van Falkenberg
- 1056-1071: Saracho van Rosdorf
- 1071-1079: Warin II
- 1080-1082: Frederik
- 1082-1106: Markwart (1088-1093: bisschop van Osnabrück)
- 1106-1128: Erchembert van Homburg
- 1129-1138: Volkmar II van Bomenburg
- 1138-1144: Adalbert van Beieren
- 1144-1146: Hendrik I van Bomenburg
- 1146 : Hendrik II
- 1146-1174: Wigbold/Wibald (1130-1158: abt van Stablo, ofwel Stavelot)
- 1174-1189: Koenraad
- 1189-1205: Widekind van Spiegel
- 1206-1216: Dietmar II van Stockhausen
- 1216-1223: Hungold van Lüthorst
- 1223-1254: Herman I van Holte
- 1254-1275: Thimo
- 1275-1306: Hendrik van Homburg
- 1306-1337: Rudbrecht van Horhausen
- 1337-1359: Dirk I van Dalwigk
- 1359-1360: Hendrik IV van Spiegel (1361-1380: bisschop van Paderborn)
- 1360-1369: Reinhard I van Dalwigk
- 1369-1371: Ernst van Brunswijk
- 1371-1395: Bodo van Pyrmont
- 1395-1396: Dirk II van Runst
- 1396-1397: Arnold II van Wolf
- 1397-1408: Wilbrand van Hallermund (1406-1436: bisschop van Minden)
- 1408-1417: Dirk III van Runst
- 1418-1435: Mautits van Spiegelberg
- 1435-1463: Arnold III van Malsburg
- 1463-1479: Herman II van Stockhausen
- 1479-1504: Herman III van Boemelburg
- 1504-1547: Frans Kettler
- 1547-1555: Kaspar I van Hörsel
- 1555-1585: Reinhard II van Bocholtz
- 1585-1616: Dirk IV van Beringshausen
- 1616-1624: Hendrik V van Aschenbrock
- 1624-1638: Johan Christof van Brambach
- 1638-1661: Arnold IV van Waldois
- 1661-1678: Christof Bernhard van Galen (administrator, 1650-1678: bisschop van Münster)
- 1678-1696: Christof van Bellinghausen
- 1696-1714: Floris van der Velde
- 1714-1721: Maximilian van Horrich
- 1722-1737: Karel van Pittersdorf
- 1737-1758: Kaspar II van Böselager
- 1758-1776: Philipp van Spiegel
- 1776-1794: Theodor van Brabeck (vanaf 1 juni 1794: bisschop van Corvey; in hetzelfde jaar overleed hij)
- 1794-1802: Ferdinand van Lüninck (1821: bisschop van Münster)

## Bezoekmogelijkheden

Plattegrond van het complex

Grote delen van het gebouwencomplex zijn opengesteld ter bezichtiging. Een aantal vertrekken is ingericht als historisch museum inzake de Abdij Corvey.
Een sedert 2011 leegstaand en ietwat vervallen, aan de westrand van het complex  gelegen, aan het begin van de 19e eeuw als hotel ingericht gebouw draagt de  naam Dreizehnlinden-Haus. Dit herinnert aan het door Friedrich Wilhelm Weber uit Bad Driburg in 1878 geschreven epische gedicht Dreizehnlinden, waarvan de handeling zich hier afspeelt.